# Dolichopeza umbacki
Dolichopeza umbacki är en tvåvingeart som beskrevs av Günther Theischinger 2000. Dolichopeza umbacki ingår i släktet Dolichopeza och familjen storharkrankar. Inga underarter finns listade i Catalogue of Life.